# Auguste Borget
Auguste Borget (Issoudun, Indre, 28 de agosto de 1808-Bourges, 25 de octubre de 1877) fue un artista nacido en Francia quien destacó por sus obras donde abordaba paisajes de lugares exóticos, en particular China.

## Biografía
Auguste Borget nació en 1808 en Issoudun, Indre. A los 21 años, estando en París, conoció a Honoré de Balzac quien se convirtió en gran amigo suyo. Borget exhibió periódicamente en el Salón de París de 1836 a 1859.
Tuvo una relación cercana con los escritores George Sand y Honoré de Balzac.

### Estudios
Borget estudió pintura y dibujo en París, bajo la tutela de Jean Antoine Gudin y de Henri Joseph Boichard. 

### Viajes
Contaba con un espíritu aventurero. Hizo varios viajes, visitó Filipinas, la India y Oceanía; después se embarcó en un viaje de estudios el continente americano en 1836. Después de vivir un tiempo en Nueva York, se dirigió rumbo a Río de Janeiro y más tarde a Montevideo. En 1837 arribó a Buenos Aires; ciudad en la que produjo una serie de dibujos que representaban la región y sus personajes típicos. Continuó su viaje hacia Chile; tuvo que atravesar la Cordillera de Los Andes en julio de 1837, en pleno invierno.
A partir de 1836, viajó por América del Norte y del Sur antes de pasar un tiempo corto en Honolulu en mayo de 1838, a bordo del barco "Psique", en una gira mundial. Fue a Cantón en septiembre de 1838 y ahí pasó diez meses. Durante ese tiempo en Cantón se encontró con el artista inglés George Chinnery, y juntos hicieron varios bocetos.
En julio de 1839 visitó Manila, Singapur y Calcuta. En 1840 recorrió gran parte de la India y regresó a París en el verano de ese mismo año. Los bocetos y acuarelas que Borget realizó en China, titulados Bocetos de China y los chinos se publicó en 1842, siendo su obra más conocida. Su libro La Chine ouverte fue ilustrado con la técnica de xilografía. En 1843 fue inaugurada una exposición de sus obras originales, donde fueron presentadas sus acuarelas y pinturas al óleo.

### Estancia en Latinoamérica
Estando en Chile conoció y se codeó con otros artistas que al igual que él, eran viajeros. Su punto de reunión era frecuentemente la casa de Isidora Zegers; gracias a esto se encontró con Juan Mauricio Rugendas, con quien colaboró en varios proyectos. En el álbum Fragments d'un Voyage Autour du Monde es posible aquilatar algunas escenas del puerto de Buenos Aires donde Rugendas se encargó de dibujar a los personajes y Borget ejecutó los paisajes.
Su permanencia en Chile duró hasta febrero del año 1838, y más adelante viajó a Perú para regresar más tarde a Europa. Produjo algunos grabados tomando como referencia sus apuntes de Francia, donde además fue colaborador de la revista titulada Ilustración Francesa.

### Fallecimiento
Auguste Borget falleció el 25 de octubre de 1877 en Chateauroux.

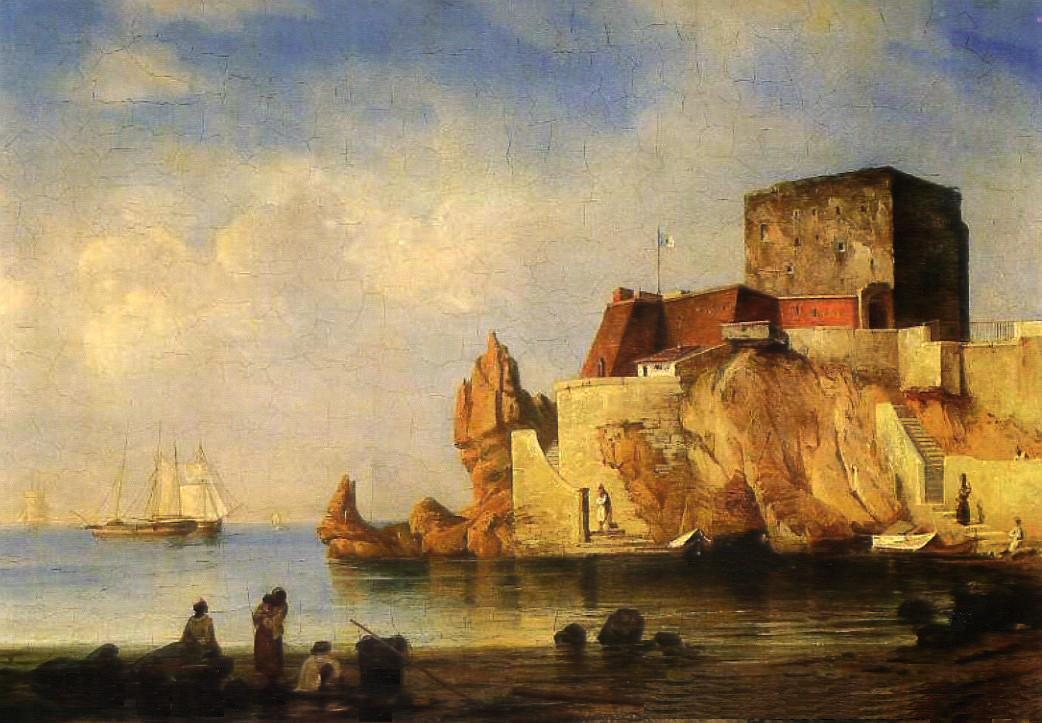
Fortaleza de São José da Pontinha (Chinnery)

## Publicaciones
En 1845, estando en Europa, publicó Fragment d'un Voyage Autour du Monde, en donde manifestó un gran amor por el país chileno: “Si existe un rincón en la tierra donde mi viaje por el mundo pudiera terminar, ese lugar es Chile; si alguna vez dejara Francia para vivir en la América del sur es a Chile donde me dirigiría instintivamente”.
Las Pampas y Los Andes de David James, es un libro publicado en Buenos Aires en 1960, donde se reprodujeron treinta y tres láminas de Auguste Borget en los que representó las costumbres de Perú, Chile y Argentina.

## Exposiciones
En 1962 se expuso parte de su obra, bajo el título El Rostro Romántico de Chile, a partir de una colección de Armando Braun Menéndez en la Biblioteca Central de la Universidad de Chile. Más tarde, en 1988, se expondría Tres Siglos de Dibujo en Chile, de la colección Germán Vergara Donoso en el Museo Histórico Nacional junto con el Instituto Cultural de Las Condes. En 1996 se expuso nuevamente El Rostro Romántico de Chile. 99 Años Comuna de Providencia en el Instituto Cultural de Providencia.

## Obras en colecciones públicas
Germán Vergara Donoso donó su colección al Museo Histórico Nacional de Santiago de Chile; la cual consta de diez dibujos a lápiz que Auguste Borget realizó entre 1837 y 1838.
- Bajada de la Cordillera, 1837, 14 x 16 cm
- Alta Cordillera, 1837, 21 x 33,5 cm
- Patagual de Chile, 25 x 0,5 cm
- Coquimbo, 1838, 22 x 33 cm
- Iglesia de Colina, 1837, 10 x 20 cm
- Alrededores de Santiago, c. 1837/1838, 10,5 x 22,5 cm
- Bajada a Valparaíso, c. 1837/1838, 24,5 x 35 cm
- Bahía de Valparaíso desde el Camino a Santiago, c. 1837/1838, 41,5 x 60,5 cm
- Carreta en el Camino de Santiago a Valparaíso, c. 1837/1838, 26 x 34,5 cm
- Huasco (Alto en el Camino), 1838, 20 x 30,5 cm
- Laguna de Aculeo, 1837, 23 x 39 cm

El Museo de Arte de Hong Kong, el Museo de Arte de Honolulu, el Museo Bertrand (Châteauroux, Francia), el Museo de la Roche (Issoudun, Francia) y el Museo Nacional de Singapur se encuentran entre las colecciones públicas con más obras de Auguste Borget.

## Galería

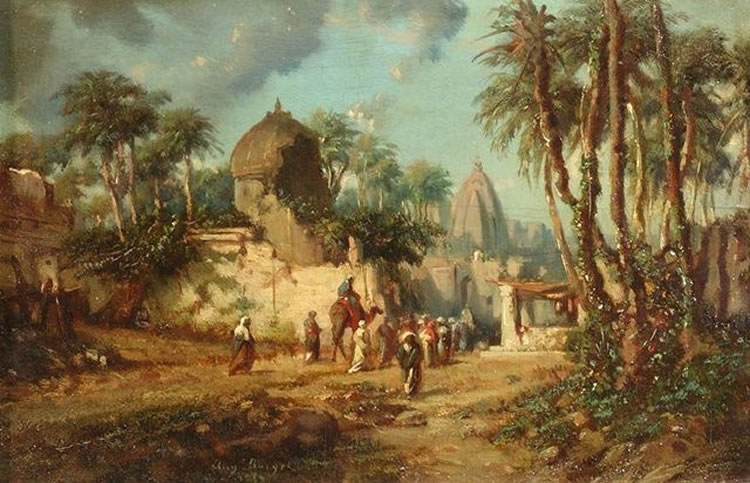
"Paisaje oriental" de Auguste Borget, óleo sobre panel
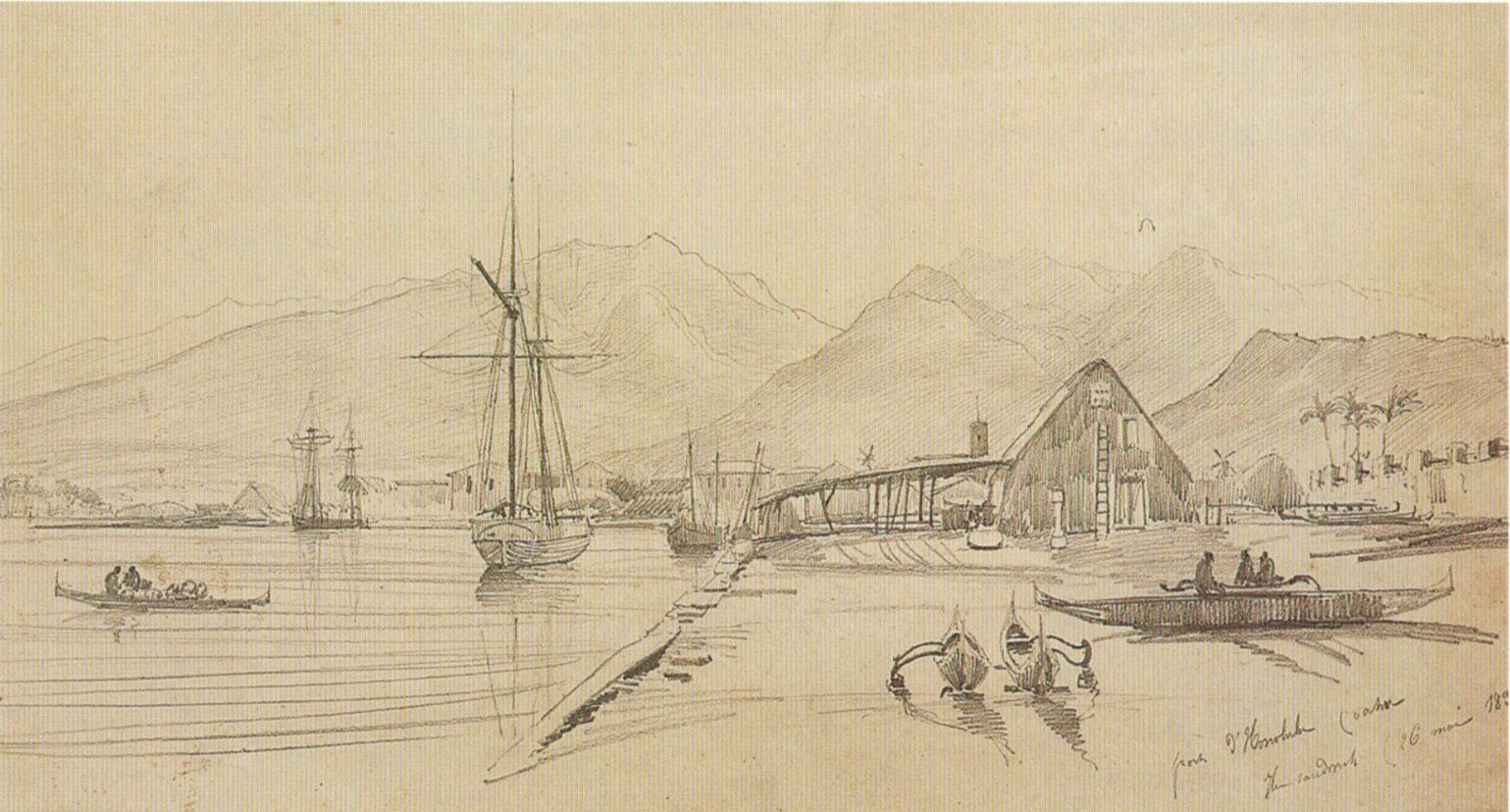
"Honolulu frente al mar" lápiz sobre papel de Auguste Borget
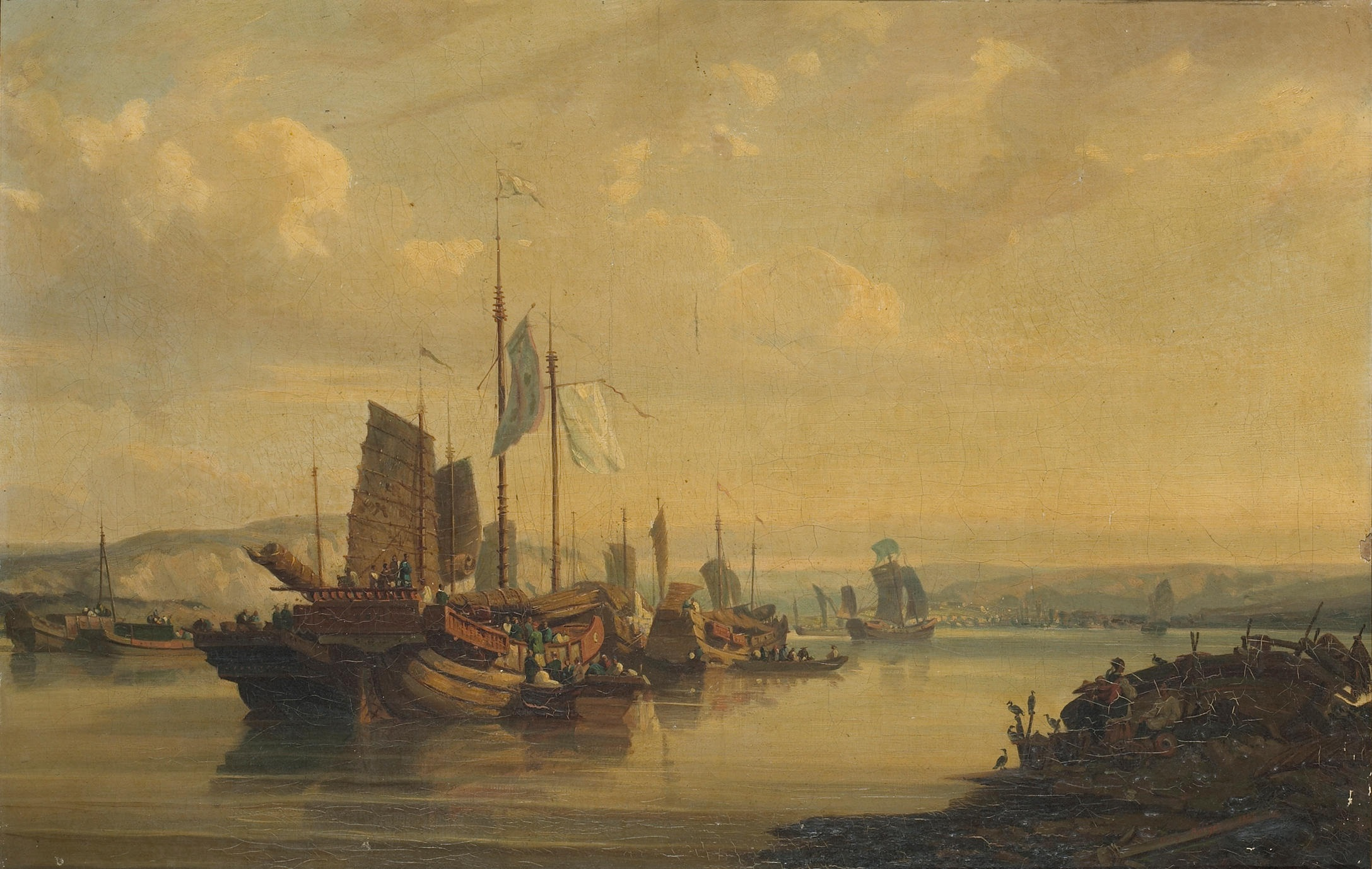
"Una vista de juncos en el río Pearl, China", óleo sobre lienzo, 1845 de Auguste Borget.
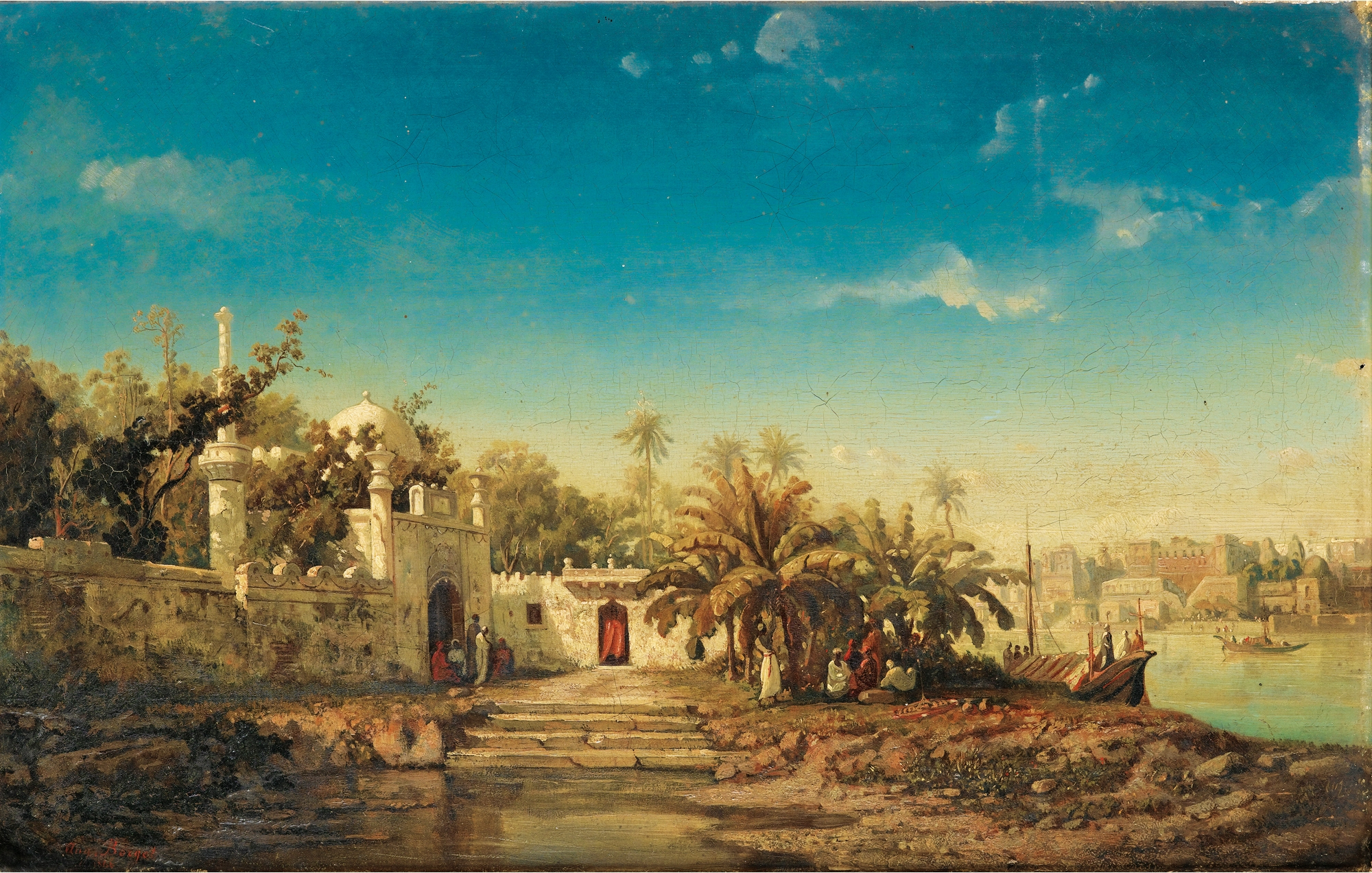
"Mezquita a orillas del Ganges, India", óleo sobre lienzo, 1846 de Auguste Borget.